# Песис, Георгий Александрович
Георгий Александрович Песис (1929, Псков — 1980, Ленинград) — советский художник.

## Биография
Сын медиков (отец, Александр Евсеевич Песис — генерал-лейтенант медицинской службы, мать, София Алексеевна Семёнова — медицинский работник). Получил начальное образование в Средней художественной школе при Академии Художеств в Ленинграде. В 1953 окончил с отличием Ленинградский Институт живописи, скульптуры и архитектуры им. И. Е. Репина по специальности «станковая и монументальная живопись». Ученик профессора В. М. Орешникова, представителя традиционной академической русской школы. Дипломная работа «Петр I на строительстве Санкт-Петербурга» находится в музее Российской Академии Художеств.
С 1951 года участвовал в выставках. В 1957 в Варшаве получил почётный диплом на выставке живописи Фестиваля молодёжи и студентов за картину «Ожидание» (1955). В 1963 году на всесоюзной выставке «Физкультура и спорт» получил диплом 1 степени Союза Художников СССР. Был участником выставок «Советская Россия» (1960, 1967), выставки молодых художников (1962), юбилейной выставки «200 лет Академии Художеств», выставки «40 лет ВЛКСМ», выставки «Советский Север» (1964), а также различных передвижных выставок по городам СССР. На художественной выставке «Советская Россия» 1960 года была выставлена картина «Микула Селянинович» (360х185), явившаяся результатом многолетнего труда (2000 эскизов), которая в настоящее время находится в художественном музее города Владимира.
В области монументальной живописи Г. А. Песисом был выполнен ряд панно и росписей в интерьерах зданий Ленинграда и его пригородов. За оформление ресторана «Лотос» в городе Хоста Г. А. Песис получил премию Госстроя СССР. Повторно она была присуждена Песису за интерьерные работы в Ульяновске. Г. А. Песису принадлежит эскиз мозаичного панно с портретом В. И. Ленина для Красноярской ГЭС, выполненное из смальты в мозаичной мастерской Академии Художеств в Ленинграде и установленное в Дивногорске (1971).
С иллюстрациями Г. А. Песиса в издательстве Академии Наук СССР была издана книга А. Д. Грача «Археологические раскопки в Ленинграде», где с научной достоверностью воспроизведены быт и труд населения раннего Санкт-Петербурга.
В 1974—1975 гг. Г. А. Песисом совместно с архитекторами Ф. К. Романовским, С. Л. Михайловым, А. П. Павловым был разработан проект благоустройства центра Уфы.
В 1966—1975 гг. Г. А. Песис являлся главным художником Ленинградского отделения Художественного Фонда РСФСР.
Работы Г. А. Песиса находятся в собраниях Киргизского Государственного музея изобразительных искусств, художественного музея  Владимира, Одесского художественного музея, Новокузнецкого художественного музея, в частных коллекциях России, Франции, Германии, Японии, США, Латвии и других стран.